# Albatros
|  | Aquest article tracta sobre l'au marina. Vegeu-ne altres significats a «Albatros Flugzeugwerke». |

Els albatros (Diomedeidae) són una família de grans aus marines relacionats amb els procel·làrids, els hidrobàtids i els pelecanòidids, dins l'ordre dels procel·lariformes. Tenen una àmplia distribució a l'oceà Antàrtic i el nord del Pacífic. No habiten a l'Atlàntic nord, tot i que les restes fòssils indiquen que hi visqueren en el passat, i de tant en tant n'hi apareixen alguns.
Els albatros són uns dels ocells voladors més grans, i els albatros grans (Diomedea) tenen l'envergadura més gran de tots els ocells vivents. Se solen repartir els albatros en quatre gèneres, però existeix desacord quant al nombre d'espècies.
Els albatros es mouen de forma molt eficient en l'aire i, utilitzant el planatge dinàmic, cobreixen grans distàncies amb poc esforç. S'alimenten de calamars, peixos i kril, bé recollint animals morts o capturant el seu aliment viu a la superfície de l'aigua o bussejant. Són aus colonials i la majoria nidifica en illes oceàniques remotes, sovint compartint el seu territori de nidificació amb altres espècies. Estableixen una relació monogàmica que dura tota la vida.
De les vint-i-dos espècies reconegudes per la Unió Internacional per a la Conservació de la Naturalesa (UICN), vuit són espècies vulnerables, sis corren perill d'extinció i tres es troben en perill crític d'extinció.

## Etimologia
En català el terme albatros, nom comú que s'aplica als membres de la família Diomedeidae, prové de l'anglès  albatross. El mot, comú a les tres llengües hispàniques, d'origen incert, probablement alteració de l'àrab ġaṭṭâs ‘espècie d'àguila marina’ La primera font data del 1769.
El nom del gènere Diomedea, assignat als albatros per Linné, es refereix a la metamorfosi en aus dels companys del guerrer de la mitologia grega Diomedes. El nom de l'ordre Procel·lariformes prové de la paraula llatina Procella, que significa «vent violent» o «tempesta».

## Taxonomia i evolució
La família Diomedeidae comprèn entre 13 i 24 espècies (el nombre d'espècies encara està subjecte a debat) englobades en quatre gèneres: Diomedea (grans albatros), Thalassarche, Phoebastria (albatros del Pacífic Nord) i Phoebetria (albatros foscos). Dels quatre gèneres, es considera que els del Pacífic Nord són un tàxon germà dels grans albatros, mentre que els del gènere Phoebetria estan més propers a Thalassarche.
La seva classificació taxonòmica ha estat objecte d'un gran debat. La taxonomia de Sibley-Ahlquist situa les aus marines, aus de presa i altres en l'extens ordre dels ciconiformes, mentre que moltes organitzacions ornitològiques de l'Amèrica del Nord, Europa, Sud-àfrica, Austràlia i Nova Zelanda mantenen el tradicional ordre Procel·lariformes. Els albatros es distingeixen d'altres procel·lariformes tant en termes genètics com per les seves característiques morfològiques, concretament en la seva grandària, forma de les potes i disposició dels orificis nasals (veure Morfologia i vol).
Dins de la família taxonòmica, l'assignació d'espècies als gèneres s'ha prolongat durant més de cent anys. Col·locats originalment en un sol gènere,  Diomedea , van ser redistribuïts per Reichenbach en quatre gèneres diferents l'any 1852, tornant-se a agrupar i a separar de nou diverses vegades, arribant a adquirir 12 noms de gènere diferents en total (encara que mai més de vuit alhora) l'any 1965: Diomedea, Phoebastria, Thalassarche, Phoebetria, Thalassageron, Diomedella, Nealbatrus, Rhothonia, Julietata, Galapagornis, Laysanornis i Penthirenia.
L'any 1965, en una temptativa de posar ordre a la seva classificació, es van reunir en dos gèneres, Phoebetria (els albatros foscos, que a primera vista s'assemblen més als procel·làrids i que eren considerats per llavors com «primitius») i Diomedea (la resta). Encara que pretenia la simplificació de la família (en particular de la nomenclatura), la classificació estava basada en l'anàlisi morfològica d'Elliott Coues de l'any 1866, i va prestar poca atenció a estudis més recents i fins i tot va ignorar alguns suggeriments de Coues.

Relació filogenètica dels 4 gèneres d'albatros, basada en Nunn et al. 1996.

Investigacions més recents dutes a terme per Gary Nunn, del Museu Americà d'Història Natural, el 1996 i per altres investigadors en l'àmbit internacional, van estudiar l'ADN mitocondrial de les 14 espècies acceptades en aquest moment, i van trobar que hi havia quatre, no dos, grups monofilètics dins de la família dels albatros. Per això, aquests autors van proposar la rehabilitació de dos dels noms dels antics gèneres: Phoebastria per als albatros del Pacífic Nord i Thalassarche, mantenint-se els grans albatros en el gènere Diomedea i els albatros foscos en el gènere Phoebetria. Tant la British Ornithologists' Union com les autoritats sud-africanes els van dividir en quatre gèneres, d'acord amb la proposta de Nunn, i el canvi ha estat acceptat per la majoria d'investigadors.
Mentre que sembla haver-hi un cert acord pel que fa a nombre de gèneres, hi ha menys consens sobre el nombre d'espècies. Històricament, fins a 80 taxons diferents han estat descrits per diferents investigadors; la major part d'aquests van ser identificacions errònies d'exemplars juvenils.
Basant-se en les conclusions al voltant de la definició dels gèneres, Robertson i Nunn van proposar l'any 1998 una classificació taxonòmica amb 24 espècies diferents, en contrast amb les 14 acceptades en aquells dies. Aquesta taxonomia interina ascendia moltes subespècies a la franja d'espècie, però va ser molt criticada per no usar, en cada cas, informació sotmesa a una revisió per parells que justifiqués les divisions. Els estudis realitzats des de llavors van donar suport en uns casos o refutar en altres aquesta revisió taxonòmica; un estudi de 2004, basant-se en l'anàlisi de ADN mitocondrial i microsatèl·lits, va confirmar la hipòtesi que l'albatros de les Antípodes (Diomedea antipodensis) i l'albatros de Tristán eren diferents de l'albatros errant (albatros viatger), d'acord amb Robertson i Nunn, però que el suggerit albatros de Gibson (Diomedea gibsoni), no es distingia de l'albatros de les Antípodes. Molts organismes, inclosa la UICN, i diversos investigadors, accepten la classificació taxonómica interina de 22 espècies, encara que no hi hagi unanimitat científica pel que fa a aquesta; el 2004, Penhallurick i Wink van suggerir que el nombre d'espècies fora reduït a 13 (inclosa la fusió de l'albatros d'Amsterdam (Diomedea amsterdamensis) amb l'albatros errant), però l'estudi va ser particularment controvertit. Hi ha un acord generalitzat sobre la necessitat de realitzar investigacions addicionals per aclarir la qüestió.

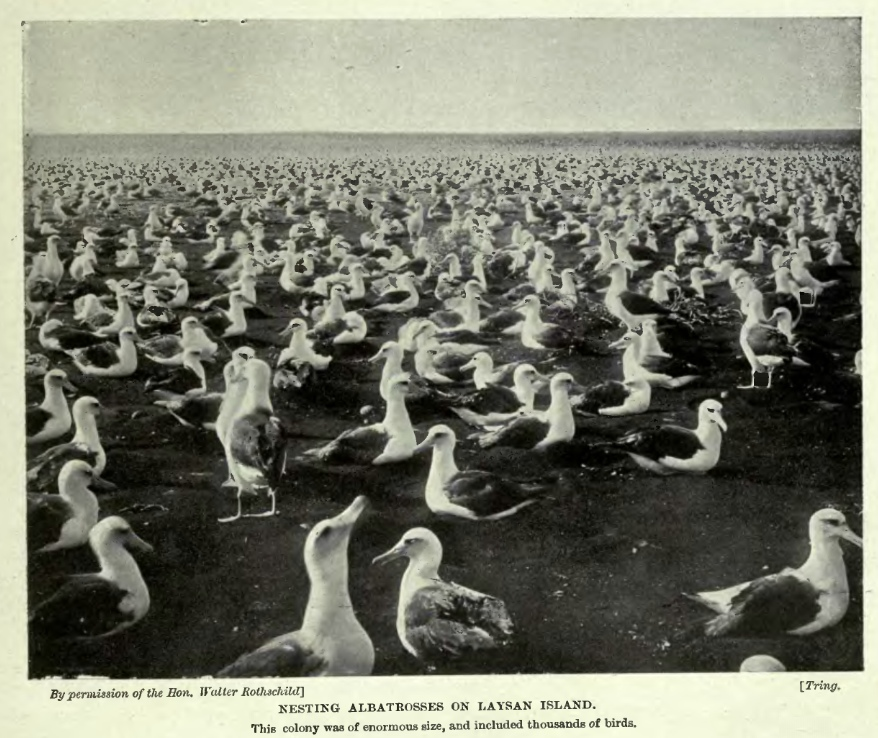
Colònia d'albatros de Laysan (Phoebastria immutabilis). Fotografia de L. W. Rothschild.

L'estudi molecular de l'evolució de les famílies d'aus, d'acord amb la taxonomia de Sibley-Ahlquist, situa la radiació adaptativa dels procel·lariformes a l'Oligocè (fa 35-30 milions d'anys), encara que aquest grup probablement s'hagi originat abans, com es desprèn d'un fòssil atribuït per alguns autors a aquest ordre: una au marina coneguda com Tytthostonyx, trobada en roques del Cretaci (fa 70 milions d'anys). Els estudis moleculars apunten que els hydrobàtids van ser els primers a divergir del llinatge ancestral, seguits pels albatros, amb els procel·làrids i els pelecanòidid separant més tard. Els fòssils més antics d'albatros van ser trobats en roques que daten de l'Eocè a l'Oligocè, encara que alguns estiguin vinculats a aquesta família només de forma provisional i cap sembla estar particularment a prop de les espècies actuals. Són els gèneres Murunkus (Eocè Mitjà de l'Uzbekistan), Manu (Oligocè Inferior de Nova Zelanda), i una forma no descrita de l'Oligocè Superior de Carolina del Sud. Similar a aquest últim seria Tydea, de l'Oligocè primerenc (Rupelià) de Bèlgica. Plotornis, abans considerats com petrells, després com albatros i ara dubtosos; eren del Miocè Mitjà francès, una època en què la separació dels quatre gèneres actuals ja estaria en curs, com s'evidencia pels fòssils de Phoebastria californica i Diomedea milleri, tots dos de l'Miocè Mitjà de Sharktooth Hill, Califòrnia.. Això demostra que la separació dels grans albatros dels albatros del Pacífic Nord va passar fa 15 milions d'anys. Fòssils semblants trobats en el Hemisferi Sud porten a datar la separació entre Thalassarche i Phoebetria 10 milions d'anys enrere.
El seu registre fòssil a l'hemisferi nord és més complet que en l'Hemisferi Sud, i moltes formes fòssils d'albatros s'han trobat al Atlàntic Nord, lloc en el qual actualment no viuen aquestes aus. S'han trobat vestigis d'una colònia d'albatros de cua curta en una illa de les Bermudes, La majoria dels fòssils de l'Atlàntic Nord van ser del gènere Phoebastria (els albatros del Pacífic Nord). Un d'ells, Phoebastria anglica, va ser trobat en dipòsits de Carolina del Nord i Anglaterra.

### Espècies
En l'actualitat s'accepta comunament la divisió de la família Diomedeidae en quatre gèneres, però el nombre d'espècies encara està subjecte a debat. La Unió Internacional per a la Conservació de la Naturalesa (UICN) i BirdLife International, entre d'altres, reconeixen la taxonomia interina de 22 espècies existents i altres autoritats mantenen les 14 espècies més tradicionals i la taxonomia de Clements reconeix només 13. A continuació es relacionen les incloses per la UICN:
- Gènere  Diomedea 
  - D. exulans (albatros errant)

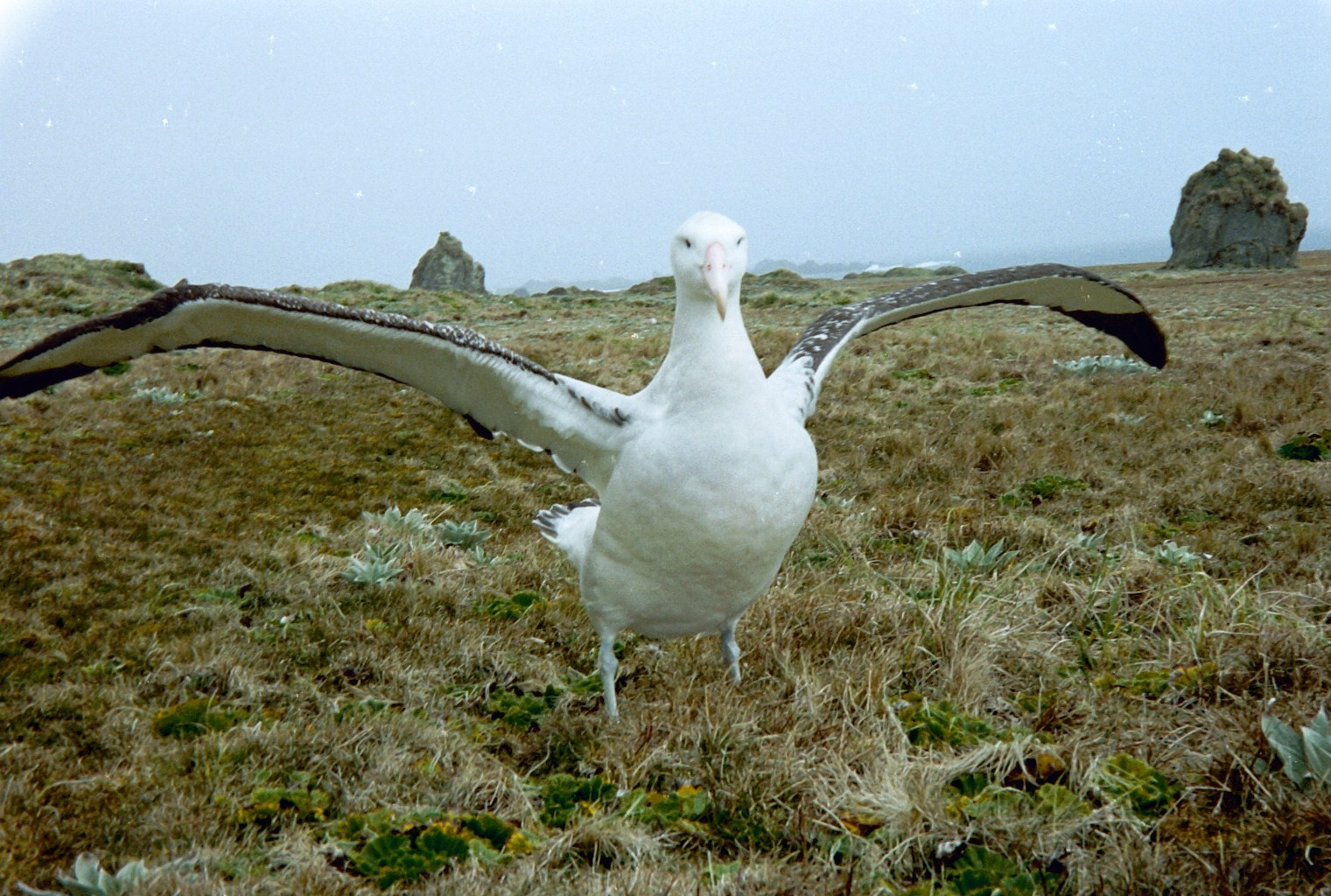
albatros viatger (albatros errant).

  - D. (Exulans) antipodensis (Albatros de les Antípodes)
  - D. (Exulans) amsterdamensis (albatros d'Amsterdam)
  - D. (Exulans) dabbenena (Albatros de l'illa de Tristan da Cunha)
  - D. epomophora (albatros real)
  - D. (Epomophora) sanfordi (albatros reial del nord)
- Gènere  Phoebastria 
  - P. irrorata  (albatros de les Galápagos)
  - P. albatrus  (albatros de cua curta)
  - P. nigripes  (albatros de potes negres)
  - P. immutabilis  (albatros de Laysan)

- Gènere  Thalassarche 

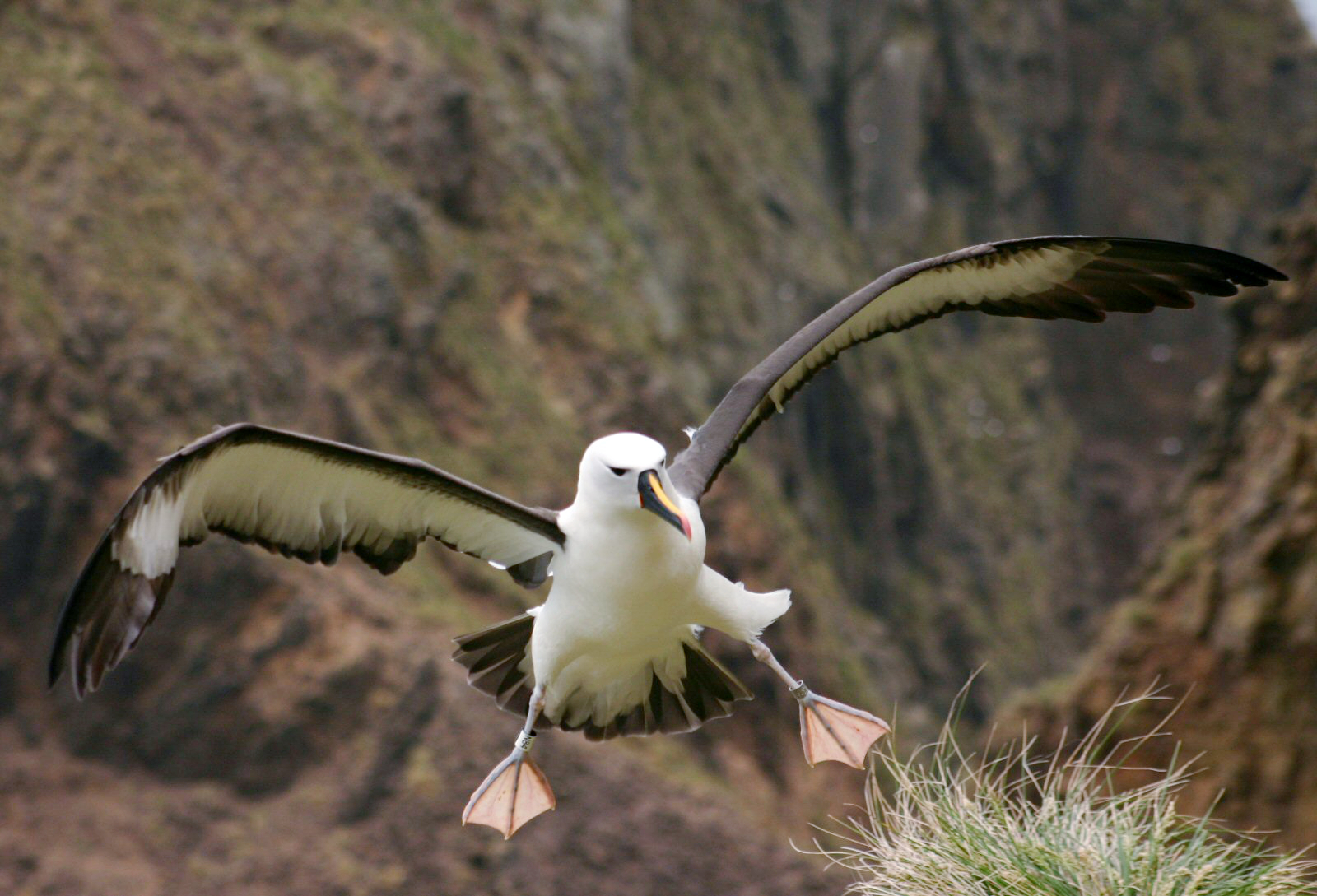
Albatros Clororinc (albatros de bec fi).

  - T. melanophrys  (albatros ullerós)
  - T. (Melanophrys) impàvida  (albatros de Campbell)
  - T. cauta  (albatros de corona blanca)
  - T. (Cauta) steadi  (albatros d'Auckland)
  - T. (Cauta) eremita (albatros de Chatham)
  - T. (Cauta) salvini (albatros de Salvin o albatros de front blanc)
  - T. chrysostoma (albatros de cap gris)
  - T. chlororhynchos (Albatros becgroc atlàntic)
  - T. (Chlororhynchos) carteri (Albatros becgroc del Pacífic)
  - T. Bulleri (albatros de Buller o albatros gris)
- Gènere  Phoebetria 
  -  P. fusca  (albatros fosc)
  -  P. palpebrata  (Albatros de mantell clar).

Les espècies dels gèneres Thalassarche i Phoebastria de vegades se situen en el gènere Diomedea, de manera que, per exemple, podem trobar-nos amb «Diomedea melanophrys» en lloc de Thalassarche melanophrys.

## Biologia

### Morfologia i vol
Els albatros constitueixen un grup d'aus de mida gran a molt gran; són els de major grandària de l'ordre Procel·lariformes. El seu bec és gran, fort i agusat, amb el maxil·lar superior que acaba en un gran ganxo. El bec està compost per diverses plaques còrnies (ramfoteques) i lateralment presenta dues narius amb forma de tubs que acompanyen les cares laterals del bec, per on expulsen la sal (i que van donar lloc a l'antic nom de l'ordre procel·lariformes: Tubinars). Les dues narius tubulars de tots els albatros es disposen al llarg d'ambdós costats del bec, al contrari dels altres Procel·lariformes, en els quals els tubs només se situen a la part superior del bec. Aquests tubs permeten que tinguin un sentit de l'olfacte especialment desenvolupat, alguna cosa estranya entre les aus. Com els altres Procel·lariformes, utilitzen aquesta capacitat olfactiva per localitzar potencials fonts d'aliment. Els albatros, igual que els altres Procel·lariformes, necessiten abaixar el contingut de sal que es podria acumular en els seus cossos a causa de les seves ingestions d'aigua de mar mentre s'alimenten. Tots els ocells tenen una àmplia glàndula nasal a la base del bec, a sobre dels seus ulls, que elimina la sal a través de les fosses nasals. La glàndula roman inactiva en espècies que no ho necessiten; però, els albatros sí que requereixen el seu ús.

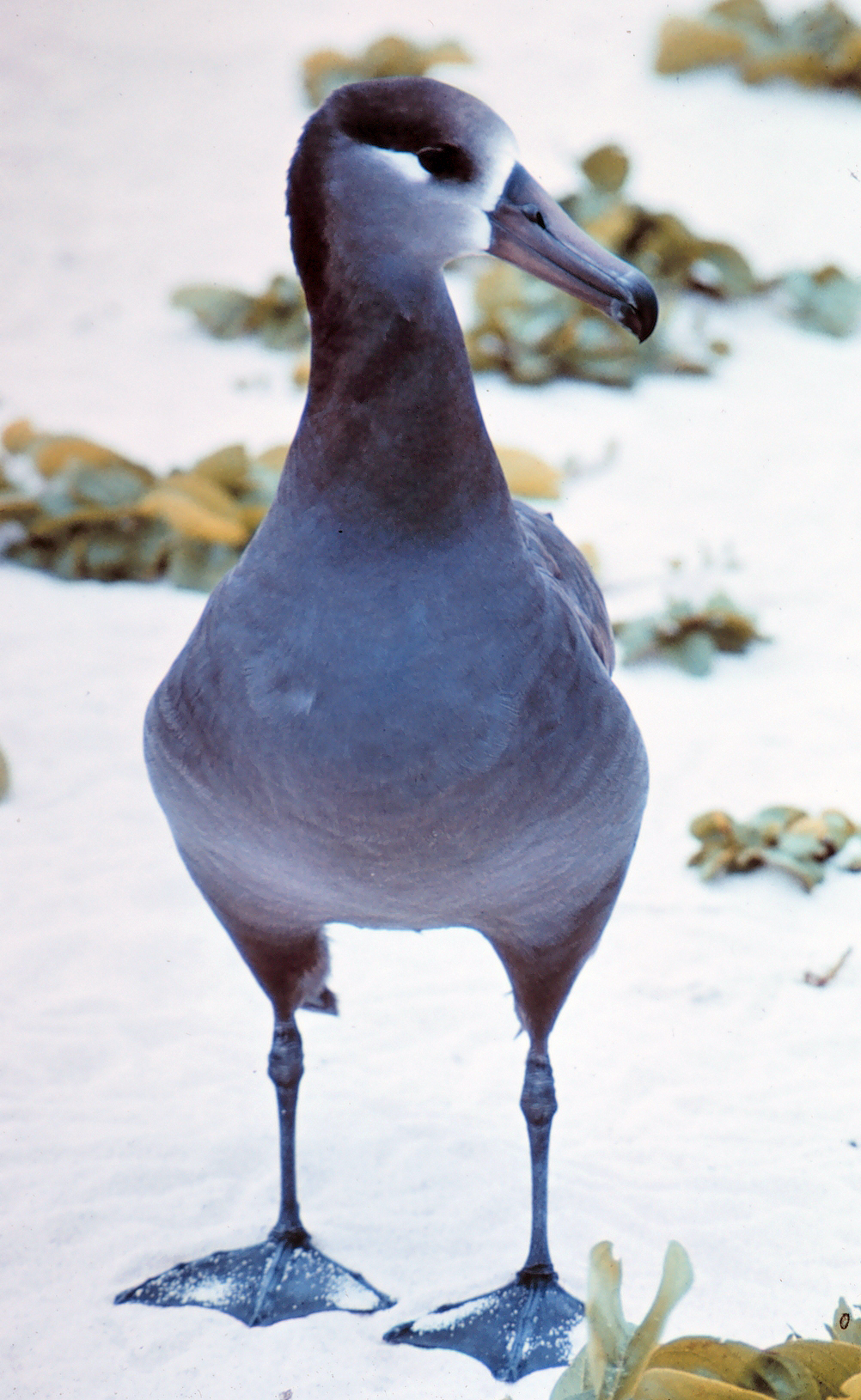
En contra de la majoria dels Procel·lariformes, els albatros, com aquest albatros camanegre (Phoebastria nigripes), poden desplaçar-se amb facilitat per terra.

Les potes no tenen un dit oposat a la part posterior, i els tres dits anteriors estan totalment units per una membrana interdigital, que els permet nedar, així com posar-se i desenganxar lliscant sobre l'aigua. Les seves potes són particularment fortes en comparació amb la resta dels Procel·lariformes, de fet, entre els membres d'aquest ordre només els albatros i els petrells gegants aconsegueixen desplaçar-se amb eficiència a terra.
El plomatge adult de la major part dels albatros es caracteritza perquè presenta una coloració fosca a la part superior de les ales, mentre que la part inferior és blanca, de manera similar a les gavines. Aquesta característica es presenta de manera diferent depenent de les espècies, des de l'albatros reial (Diomedea epomophora), que és gairebé totalment blanc excepte en les puntes i l'extrem posterior de les ales en els mascles adults, fins a l'albatros d'Amsterdam (Diomedea amsterdamensis) que compta amb un plomatge molt semblant a la dels exemplars joves, en els quals predominen els tons castanys, especialment en una banda que destaca al voltant de pit. Moltes espècies del gènere Thalassarche i l'Albatros becgroc del Pacífic tenen unes marques facials, com taques oculars, o taques cendroses o grogues al cap i el clatell. Tres espècies, l'albatros de potes negres (Phoebastria nigripes) i les dues espècies d'albatros foscos (gènere Phoebetria), s'allunyen completament dels patrons habituals i són gairebé del tot de color marró fosc, o gris fosc en determinades zones, com en el cas de l'Albatros de mantell clar (Phoebetria palpebrata). El seu plomatge triga diversos anys a aconseguir la forma d'un adult reproductor.
L'envergadura d'ala dels albatros més grans (gènere  Diomedea ) sobrepassa la de tots els animals voladors actuals, arribant a superar els 3,4 metres, encara que la família també inclou espècies amb envergadures considerablement menors (1,75 m). Les ales són rígides i arquejades, amb la part frontal gruixuda i aerodinàmica. Recorren grans distàncies gràcies a dues tècniques de vol habituals en moltes aus marines de grans ales: el planatge dinàmic i el planatge de talús. El planatge dinàmic permet minimitzar l'esforç necessari per al vol en passar repetidament la frontera entre masses d'aire amb una diferència significativa de velocitat horitzontal amb un alt gradient d'aire. En el vol de talús, l'albatros aprofita els corrents ascendents produïts pel vent en trobar un obstacle (talús o pujol) i se situa de cara al vent, guanyant altitud i lliscant a continuació cap a la superfície de l'oceà. Els albatros tenen un coeficient de planatge elevat, al voltant d'1:22-01:23, el que significa que per cada metre que descendeixen, avancen de 22 a 23 metres. Els ajuda a planejar el fet de comptar amb una membrana tendinosa que bloqueja l'ala quan està totalment oberta, i això els permet mantenir l'ala estesa sense un esforç muscular addicional. Aquesta adaptació morfològica la comparteixen amb els petrells gegants (gènere Macronectes).

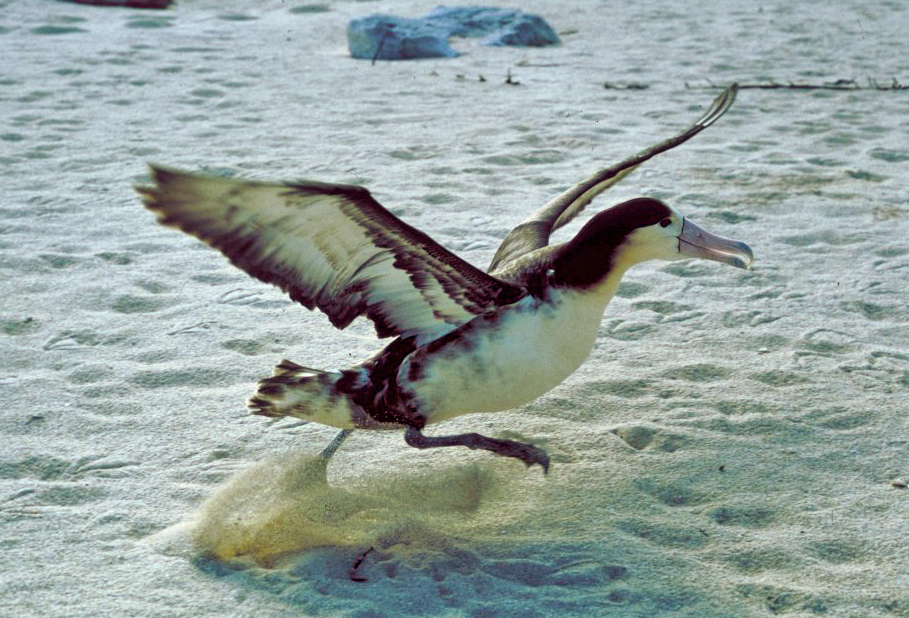
L'enlairament és un dels pocs moments en què els albatros necessiten batre les ales per volar, així com la fase més exigent en termes energètics dels vols efectuats per aquestes aus.

Els albatros combinen aquestes tècniques de vol amb l'ús de sistemes innats de predicció de l'estat del temps. Els albatros de l'Hemisferi Sud que volen cap al Nord des de les seves colònies segueixen una ruta en el sentit de les agulles del rellotge, mentre que els que volen cap al Sud ho fan en sentit contrari. Són aus tan ben adaptades al seu estil de vida que presenten nivells de freqüència cardíaca en vol similars als registrats durant els períodes de repòs. Aquesta eficiència funcional és tal, que no és la distància recorreguda en una sortida en recerca de menjar el que implica una major despesa energètica, sinó els moments d'enlairament, aterratge i de captura de l'aliment. Aquests eficients viatges de llarga distància són la base del seu èxit com a caçador de fons, cobrint grans distàncies i gastant poca energia en la recerca de fonts d'aliment distribuïdes de forma dispersa en l'oceà. La seva adaptació al vol de planatge els fa, però, dependents de l'existència de vent i onades. La majoria de les espècies no té condicions morfofisiològiques que els permetin mantenir un vol movent de forma activa les ales. En situació de calma estan obligats a romandre en repòs en la superfície de l'aigua fins que el vent s'aixequi de nou. Dormen només quan reposen sobre l'aigua, i no mentre volen, com han arribat a suggerir alguns autors. Els albatros del Pacífic Nord poden usar un estil de vol en què alternen moments en què baten les ales enèrgicament (i guanyen altitud) amb moments de planatge. Quan s'enlairen, necessiten fer una carrera per aconseguir que passi suficient d'aire sota les ales perquè es creï la sustentació aerodinàmica necessària per aixecar el vol.

### Àrea de distribució

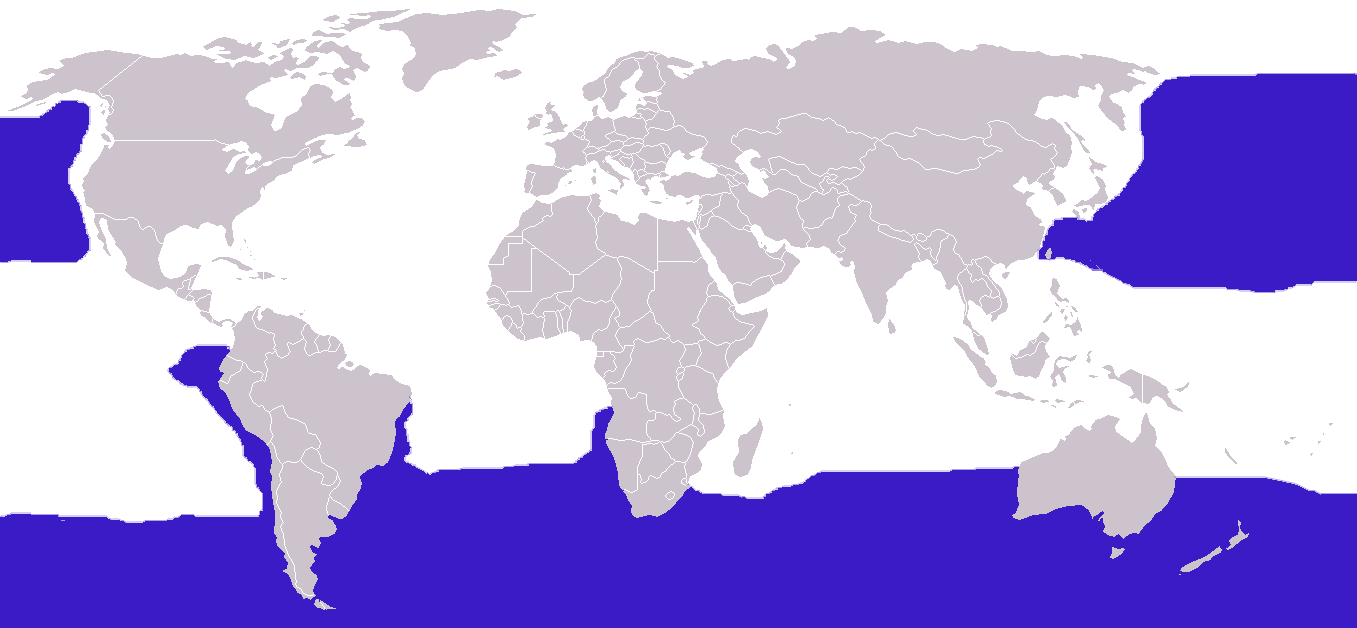
Distribució dels albatros a tot el món.

La majoria dels albatros es distribueixen per l'Hemisferi Sud, des de l'Antàrtida fins a Austràlia, Sud-àfrica i Amèrica del Sud. L'excepció la constitueixen les quatre espècies del Pacífic Nord, tres de les quals són exclusives d'aquesta regió, de Hawaii al Japó, Califòrnia i Alaska; i una, l'albatros de les Galápagos, que nia a les illes Galápagos i s'alimenta a les costes sud-americanes. La necessitat de comptar amb vent, necessari per al seu vol de planatge, justifica el seu confinament en latituds altes, ja que aquestes aus no estan capacitades per efectuar vols batent les ales, de manera que els resultaria molt difícil travessar les zones de convergència intertropical. Aquesta espècie, l'albatros de les Galápagos, és capaç de viure en aigües equatorials al voltant de les illes Galápagos a causa de les aigües fredes del corrent d'Humboldt i els vents resultants.

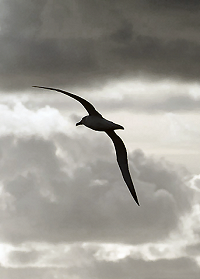
Els albatros es distribueixen per grans àrees oceàniques i efectuen regularment viatges circumpolars.

No se sap amb certesa per què es van extingir a l'Atlàntic Nord, encara que una pujada del nivell mitjà de les aigües oceàniques, a causa d'un període d'escalfament interglacial, va poder comportar la inundació d'una colònia d'albatros de cua curta enclavada en les Bermudes. Ocasionalment s'han albirat algunes espècies meridionals divagants a l'Atlàntic Nord, romanent exiliades a la zona durant dècades. Un d'aquests espècimens exiliats un albatros de cella negra va tornar durant diversos anys a una colònia de mascarells (Morus bassanus) a Escòcia en una vana temptativa de reproduir-se.
La utilització del rastreig per satèl·lit ha permès als científics una recollida significativa de dades sobre els seus viatges en recerca d'aliment efectuats a través de l'oceà. No emprenen cap migració anual, però es dispersen després de l'època de reproducció, en el cas de les espècies de l'Hemisferi Sud, fent freqüents viatges circumpolars. També hi ha proves sobre la separació de les àrees de distribució de diferents espècies en l'oceà. La comparació dels nínxols ecològics d'alimentació de dues espècies que es reprodueixen en les illes Campbell: l'albatros de cap gris i l'albatros de Campbell, demostra que el primer s'alimenta principalment a l'altiplà de Campbell mentre que el segon busca aigües amb característiques marcadament oceàniques i pelàgiques. L'Albatros viatger també reacciona de forma accentuada a la batimetria i s'alimenta només en aigües amb una profunditat superior a 1000 m. Les dades obtingudes per satèl·lit configuren una àrea amb contorns tan definits que un científic va arribar a dir que "gairebé sembla que les aus veuen i obeeixen a un senyal de«prohibit el pas» a les zones amb menys de 1000 metres de profunditat". També hi ha evidències d'àrees de distribució diferents per a cada sexe de la mateixa espècie. Un estudi realitzat sobre l'Albatros de l'illa de Tristan da Cunha que es reproduïen a l'illa Gough va demostrar que els mascles viatgen cap a l'oest mentre que les femelles ho fan direcció est.

### Alimentació
En la seva dieta predominen els cefalòpodes, peixos i crustacis, encara que també són carronyaires i complementen la seva alimentació amb zooplàncton. Cal tenir en compte que per a un gran nombre d'espècies només es coneix la dieta que mantenen durant el període de cria, època en què tornen regularment a terra, i això permet el seu estudi. La importància de cadascuna d'aquestes fonts alimentàries en la seva dieta varia substancialment d'una espècie a una altra, i fins i tot d'una colònia a una altra. Així, mentre unes espècies basen la seva alimentació en els calamars, altres ingereixen una major quantitat de krill o de peix. De les dues espècies d'albatros localitzades a Hawaii, l'albatros de potes negres s'alimenta bàsicament de peixos, mentre que l'albatros de Laysan captura sobretot calamars.

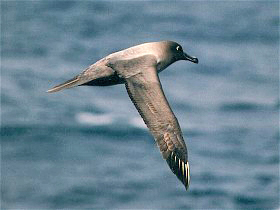
Els Albatros de mantell clar (Phoebetria palpebrata) se submergeixen uns 5 m de mitjana per alimentar-se, encara que poden arribar als 12 m de profunditat.

Amb la utilització d'aparells en l'oceà que registren la ingestió d'aigua per part dels albatros al llarg del temps (el que proporciona una durada probable d'alimentació) suggereix que s'alimenten preferentment durant el dia. L'anàlisi de trossos de calamar regurgitats per albatros va mostrar que molts dels calamars ingerits eren massa grans per a haver estat capturats vius, a més d'incloure espècies que viuen a la zona mesopelàgica la profunditat està fora del seu abast, suggerint que, per a algunes espècies (com l'albatros viatger), la necrofàgia de calamars és una part important de la seva dieta. L'origen d'aquests calamars morts és motiu de debat; alguns autors apunten a l'activitat pesquera humana, encara que la principal causa natural sigui la mortalitat després de la fresa dels calamars i els vòmits de cetacis que s'alimenten d'aquests cefalòpodes (catxalots, balenes pilot i balenes nas d'ampolla). La dieta d'altres espècies, com l'albatros de cella negra o l'albatros de cap gris, està composta essencialment d'espècies més petites de calamars que tendeixen a enfonsar després de la seva mort, i per això es presumeix que la necrofàgia no ha d'exercir un paper important en la seva dieta. També s'ha observat a l'albatros de les Galápagos fustigant ocells babaus per robar el seu menjar, el que fa d'aquest albatros l'únic membre de Procel·lariformes que practica el cleptoparasitisme amb regularitat.
Fins fa poc temps es creia que els albatros eren predominantment recol·lectors de superfície, nedant paral·lels a l'aigua i capturant els calamars i peixos portats a la superfície pels corrents, els predadors o causa de la seva mort. La implementació de mesuradors capil·lars de profunditat, que registren la profunditat màxima de capbussada aconseguida per una au (se subjecten al seu cos i es recullen quan aquesta torna a terra) mostren que mentre algunes espècies, com l'albatros viatger, no bussegen a més d'un metre de profunditat, altres espècies, com l'Albatros de mantell clar, se submergeixen a profunditats mitjanes d'uns 5 metres, i pot arribar a assolir els 12,5 metres. A més de l'alimentació de superfície i el busseig, també s'han observat albatros que es capbussaven llançant-se des de l'aire en picat per capturar les seves preses.

### Reproducció
Els albatros són colonials, generalment nidifiquen en illes apartades. En territoris de caràcter més continental, es troben en promontoris amb bon accés a la mar en diverses direccions, com en la península d'Otago a Dunedin, Nova Zelanda. Molts albatros grisos i albatros de potes negres nien sota arbres en bosc obert. Les colònies varien des d'acumulacions molt denses, típiques dels albatros del gènere Thalassarche (les colònies d'albatros de cella negra a les illes Malvines tenen una densitat mitjana de 70 nius per cada 100 m²), fins a grups molt més petits i amb nius individuals molt espaiats, típics dels gèneres Phoebetria i Diomedea. Totes les seves colònies se situen en illes que històricament es trobaven lliures de mamífers terrestres. Els albatros són molt filopàtrics, és a dir, que generalment tornaran a la seva colònia natal per reproduir-se. Aquesta tendència és tan forta, que un estudi sobre albatros de Laysan va demostrar que la distància mitjana entre el lloc d'eclosió de l'ou i el lloc on l'au estableix posteriorment el seu propi territori és de 22 metres.
Com moltes altres aus marines, els albatros segueixen la estratègia de la K en el seu cicle vital, és a dir, una baixa natalitat, compensada per una longevitat relativament alta, retarden el moment de procrear i inverteixen més esforç en menys cries. Tenen una esperança de vida relativament perllongada; la major part de les espècies viu més de 50 anys. L'espècimen amb major longevitat registrada fou un albatros reial del nord anellat quan ja era adult i que va sobreviure durant 51 anys més, cosa que permet estimar que va poder viure a prop de 61 anys. Atès que la major part de projectes científics d'anellament d'albatros és més recent que el d'aquest cas, és probable que es descobreixi que altres espècies tinguin una longevitat similar o fins i tot major.

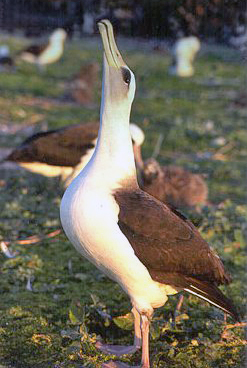
Un dels moviments del ritual d'aparellament de l'albatros de Laysan (Phoebastria immutabilis) és aquesta posició amb el coll i el bec cap amunt.

Arriben tard a la maduresa sexual, després d'aproximadament cinc anys, però fins i tot una vegada que han arribat a la maduresa, no s'uniran a una parella per reproduir-se durant molt de temps (fins a més de 10 anys en algunes espècies) i estableixen una relació monògama durant tota la seva vida. Un estudi realitzat sobre l'albatros de Laysan va comprovar que si es produeixen canvis significatius en la proporció sexual de la població, davant la falta de mascles poden canviar l'estructura social i produir-se un comportament cooperatiu d'incubació i cria dels pollets per part de dos femelles, i, a causa dels seus hàbits monògams aquest aparellament pot prolongar-se durant anys, un comportament molt estrany en el món animal, especialment quan no hi ha relació o parentiu entre ells.
Els joves no criadors s'uneixen a una colònia abans de començar a reproduir-se, dedicant-se durant diversos anys a practicar els complicats rituals d'aparellament i als distintius «balls» tan coneguts d'aquesta família. Les aus que tornen a la colònia per primera vegada ja tenen els comportaments estereotipats que formen el «llenguatge» dels albatros, però no poden «llegir» el comportament que mostren les altres aus, ni respondre apropiadament. Després d'un període de prova i aprenentatge pel mètode del tempteig, les aus joves perfeccionen el ritual i els balls. Aquest llenguatge s'aprèn amb més rapidesa si les aus més joves es troben en companyia d'aus més velles.
El repertori d'aquests comportaments implica la interpretació sincronitzada de diverses accions, com l'empolainat, assenyalar determinades direccions, crits, fer sons batent els becs, quedar-se amb la mirada fixa i combinacions més o menys complexes d'aquests comportaments. Quan un albatros torna per primer cop a la colònia, balla amb molts companys, però després de diversos anys el nombre d'aus amb què es relaciona va decaient, fins escollir un sol company i segueixen perfeccionant un llenguatge individual, que acabarà sent únic per a aquesta parella. Atès que la parella estableix una relació monògama per a tota la seva vida, la majoria d'aquests balls no tornaran a realitzar-se.
Es creu que efectuen aquests complicats i meticulosos rituals per assegurar-se que han triat al company apropiat i per a un millor reconeixement del seu company, ja que la posta dels ous i la cura de les cries és una inversió important. Fins i tot les espècies que poden completar un cicle reproductiu en menys d'un any, rarament efectuen posades en anys consecutius. Els grans albatros (coml'albatros viatger) inverteixen més d'un any en tenir cura de la cria des de la posada fins que aquesta adquireix el seu plomatge.
Posen un únic ou subelíptic, blanc amb punts marrons vermellosos, durant l'estació reproductiva. Els ous més grans pesen de 200 a 510 g. Si perden l'ou a causa de depredadors o per accident, no faran una nova temptativa de cria aquest any. A causa de la disminució en l'èxit reproductiu de la relació per a tota la vida que això comporta, la separació de parelles establertes és molt poc habitual entre els albatros i en general només es produeix després de diversos anys de temptatives de cria infructuoses.

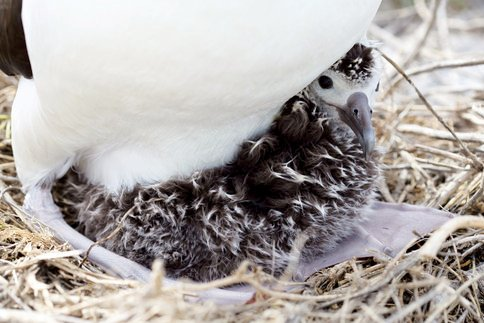
Els albatros cuiden i protegeixen les seves cries fins que són prou grans com per defensar-se i termorregular-se per si mateixes.

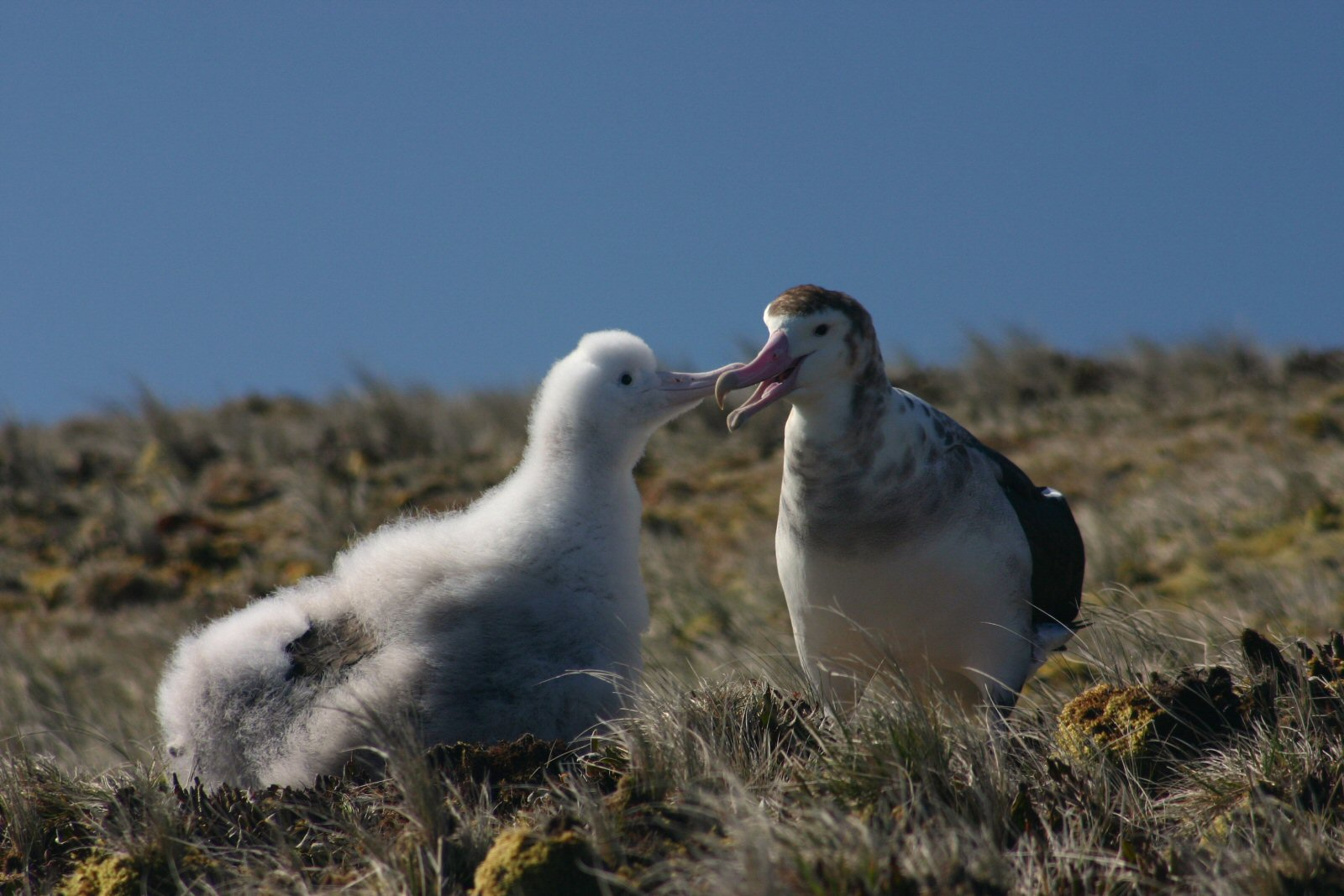
Les cries guanyaran prou pes com per igualar als seus progenitors.

Tots els albatros meridionals construeixen grans nius per als seus ous, utilitzant herba, arbustos, terra, torba i fins plomes de pingüí, mentre que les tres espècies del Pacífic Nord construeixen nius més rudimentaris. Per la seva banda, l'Albatros de les Galápagos, no construeix un niu i fins i tot trasllada el seu ou al llarg del territori de cria, de vegades fins a 50 m, el que de vegades provoca la pèrdua de l'ou. en totes les espècies d'albatros, tots dos pares coven l'ou en períodes que duren entre un dia i tres setmanes. Juntament amb els kiwis, els albatros tenen el període d'incubació més llarg de qualsevol au; la incubació dura aproximadament de 70 a 80 dies (una mica més en el cas dels grans albatros). És un procés que comporta una gran despesa energètica i pot suposar que un adult perdi fins a 83 g de pes en un dia.
Després de l'eclosió, la cria, que és semi - altricial, és covada i protegida durant tres setmanes fins que sigui prou gran com per defensar-se i termoregular-se per si mateixa. Durant aquest període, els progenitors alimenten el pollet amb petits menjars durant els canvis de torn en les seves cures. Un cop acabat el període de covat de la cria, aquesta rep aliment en intervals regulars per part dels pares, que adopten períodes alternatius de viatges curts i de llarga durada, per proporcionar-li menjars que pesen aproximadament el 12% de la seva massa corporal (aproximadament 600 g). Els menjars estan formades tant de calamars frescos i peixos com de krill, així com d'oli estomacal, un aliment energètic que és més lleuger i fàcil de transportar que portar peces capturades sense digerir. Aquest oli es crea en un òrgan de l'estómac amb què compten la majoria de Procel·lariformes (conegut com proventricle) a força de peces capturades digerides i que els confereix el seu distintiu olor de floridura.
Les cries triguen molt en emplumar. En el cas dels grans albatros, el procés pot portar fins a 280 dies. Encara en el cas d'albatros de menor port, triguen de 140 a 170 dies. Com en el cas de moltes aus marines, les cries d'albatros guanyaran prou pes com per igualar els seus progenitors, per tal d'utilitzar aquestes reserves suplementàries per augmentar la seva condició corporal (en particular el creixement d'un plomatge de vol adequat), de manera que emplumen amb el mateix pes que els seus pares. Entre el 15% i el 65% dels que adquireixen el seu plomatge sobreviuen per reproduir-se. Els joves emplumen sols i no reben cap ajuda addicional dels seus pares, que tornen al niu quan ja han adquirit el plomatge complet, inconscients que la seva cria ja ha marxat. Estudis sobre la dispersió d'exemplars joves per l'oceà suggereixen que hi ha un comportament de migració innat, una ruta de navegació codificada genèticament, que els ajuda a orientar-se al mar quan si s'internen en l'oceà per primera vegada.

## Els albatros i l'home

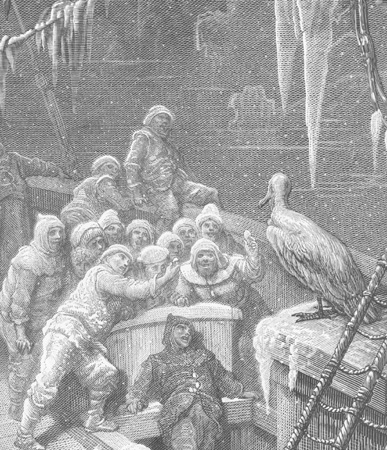
Un albatros és l'eix central del poema de Samuel Taylor Coleridge Balada del vell mariner. Il·lustració de Gustave Doré.

Els albatros han estat descrits com «la més llegendària de totes les aus». Un albatros és l'eix central en el famós poema Rime of the Ancient Mariner (Balada del vell mariner), de Samuel Taylor Coleridge; un albatros captiu també és una metàfora per al poète maudit del poema de Charles Baudelaire « L'albatros». L'ús d'«albatros» com una metàfora deriva del poema de Coleridge; en anglès, i, encara que en menor mesura, també en espanyol, es diu que algú amb una pesant càrrega o problema té «un albatros al voltant del coll», el càstig imposat en el poema al mariner que va matar l'albatros. Hi ha un mite estès entre els mariners que és una au de bon auguri i que pot resultar desastrós matar o fer mal a un albatros i era creença popular que aquests encarnaven les ànimes dels mariners morts al mar. La realitat, però, ens mostra que els mariners els mataven i menjaven amb regularitat. els maoris usaven els ossos de les seves ales per gravar tatuatges cerimonials a la pell, i per tallar flautes.
Són aus molt apreciades pels aficionats a l'ornitologia i les seves colònies són destinacions populars per a la pràctica de l'ecoturisme. En molts pobles i ciutats costaneres com Monterey, Kaikoura, Wollongong o Sydney, es realitzen travessies regulars d'observació d'aus marines pelàgiques, i els albatros són fàcilment atrets a aquests vaixells turístics llançant oli de peix a la mar. Les visites a les colònies poden ser molt populars; la colònia d'albatros reial de nord a Taiaroa Head (Nova Zelanda) atrau 40 000 visitants a l'any, i les colònies més aïllades són atraccions habituals en els creuers a les illes subantàrtiques.

### Amenaces i conservació
Malgrat la seva consideració com a aus llegendàries, els albatros no s'han deslliurat de la pressió directa o indirecta dels humans. Quan els polinesis i els aleutians els van descobrir, es van dedicar a la seva caça, fins al punt que van arribar a desaparèixer d'algunes illes (com la de Illa de Pasqua). Quan els europeus van començar a navegar per tot el món, també van començar a caçar a l'albatros, «pescant-los» des dels vaixells per servir d'aliment, o simplement disparant per diversió o esport. Aquest esport va arribar al seu zenit en les rutes d'emigració amb destinació a Austràlia i només es va aturar quan els vaixells es van fer massa ràpids per pescar des d'ells i quan es van establir regulacions que prohibien la utilització d'armes de foc a bord per motius de seguretat. Al segle xix les seves colònies, en particular les del Pacífic Nord, van ser exhaurides per al comerç de plomes, portant gairebé a l'extinció a l'albatros de cua curta.

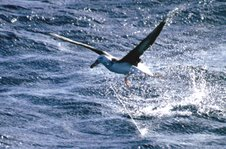
Un albatros de cella negra enganxat a la llinya d'un palangre.

De les 22 espècies d'albatros reconegudes per la Unió Internacional per a la Conservació de la Naturalesa (UICN), 8 són vulnerables, 6 corren perill d'extinció i 3 es troben perill crític d'extinció. Les tres espècies en perill crític són l'albatros d'Amsterdam (Diomedea amsterdamensis), l'albatros de Tristán (Diomedea dabbenena) i l'albatros de les Galápagos (Phoebastria irrorata). Una de les amenaces principals per a aquestes aus és la pesca comercial amb palangre; quan els albatros i altres aus marines que s'alimenten de despulles són atrets per l'esquer del palangre, s'enganxen en els sedals o els hams i s'ofeguen; aproximadament 100 000 albatros a l'any moren d'aquesta manera. Les pesqueries pirates, com que no respecten cap regulació, agreugen encara més el problema.
A l'atol de Midway les col·lisions entre albatros de Laysan i avions han causat la mort d'humans i aus així com importants interrupcions en operacions militars de vol. Per evitar aquests accidents es van fer estudis a la fi dels anys 1950 i principis dels anys 1960 que van examinar els resultats de l'establiment de diversos sistemes de control, com la matança d'aus i la destrucció anual dels seus llocs de nidificació, o l'anivellament i neteja del terreny per eliminar els corrents d'aire ascendents que utilitzen aquestes aus. les estructures elevades, com les torres de control de trànsit i les de comunicacions van matar a 3000 aus en col·lisions de vol durant 1964-1965 abans que es disminuís l'altura d'aquestes torres. El tancament de les instal·lacions d'aviació naval de les illes Midway el 1993 va resoldre el problema de les col·lisions amb els avions militars. La recent reducció de l'activitat humana a les illes ha ajudat a disminuir el nombre de morts d'aus, encara que els predadors introduïts i la contaminació per pintura de plom en els voltants dels edificis militars hagin matat milers d'aus. Les seves plomes eren molt populars a principis del segle xx. Només l'any 1909, més de 300 000 exemplars van ser caçats a les illes Midway i Laysan per les seves plomes.
Una altra amenaça per als albatros són les espècies introduïdes, com les rates o els gats salvatges, que els ataquen directament a les seves cries i ous. Els albatros han evolucionat per reproduir-se en illes que no tenien depredadors terrestres, de manera que no van desenvolupar defenses contra ells. Així, fins i tot espècies tan petites com els ratolins poden resultar-perjudicials; a l'illa de Gough, una de les majors colònies d'aus marines del món, els pollets de l'albatros de Tristán són atacats i menjats vius per ratolins domèstics introduïts a l'illa. Les espècies introduïdes poden tenir altres efectes indirectes: el bou acaba amb la capa essencial de pastura a les illes de Sant Pau i Amsterdam, el que amenaça a l'albatros d'Amsterdam (Diomedea amsterdamensis); les plantes introduïdes des d'altres illes també redueixen el seu hàbitat potencial de nidificació.

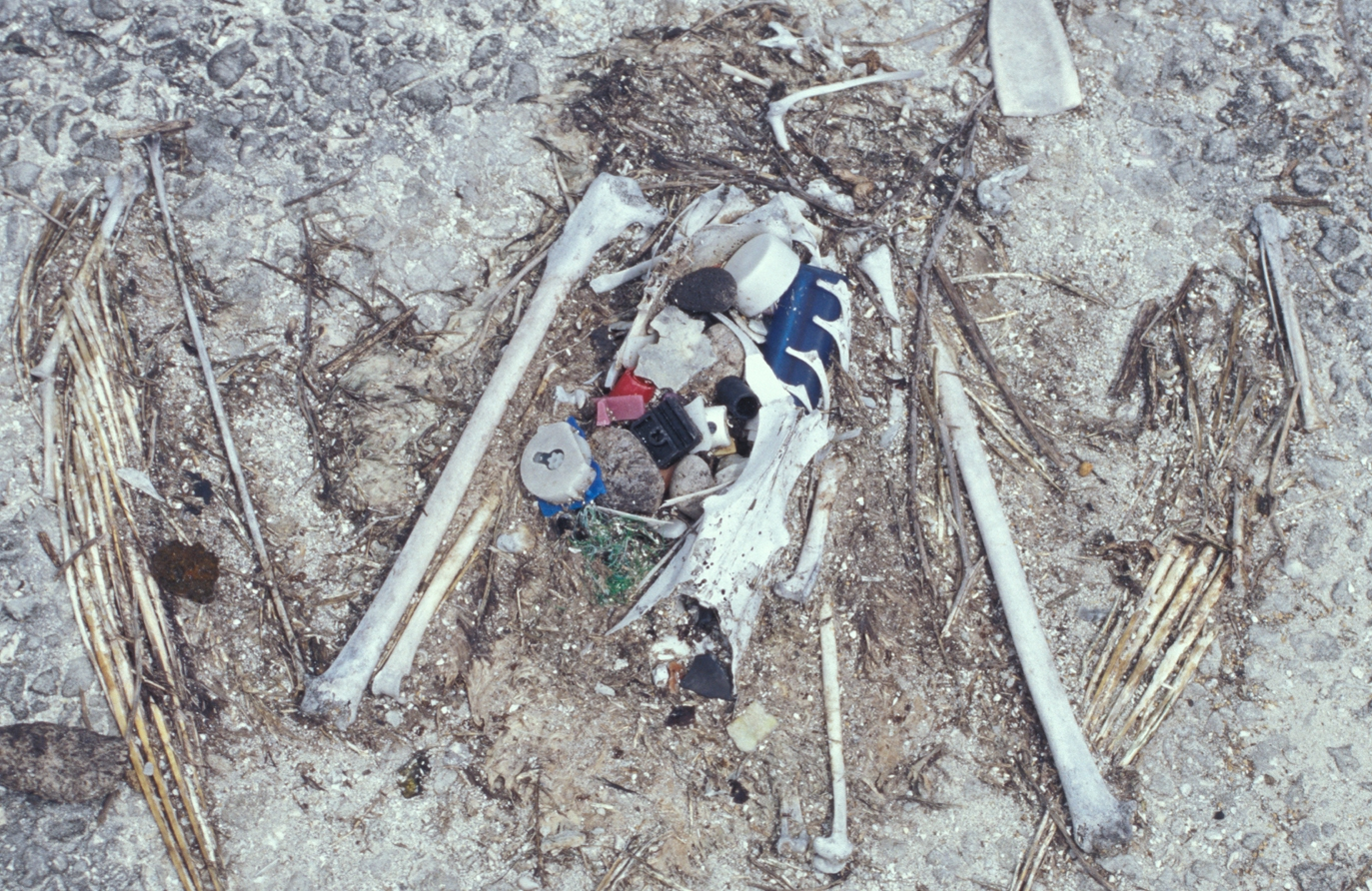
Les restes d'aquesta cria d'albatros de Laysan mostren les restes de plàstics que va ingerir abans de la seva mort.

La ingestió de deixalles de plàstic flotants és un altre problema afrontat per moltes aus marines. La quantitat de plàstics en els mars ha augmentat dramàticament des del primer registre en els anys 1960, provinent de les escombraries llançades des dels vaixells, abocaments costaners, escombraries en platges i deixalles arrossegats a la mar pels rius. És impossible de pair i ocupa espai a l'estómac o pedrer que hauria d'usar per al menjar, o pot causar una obstrucció que directament priva de menjar a l'au. Estudis realitzats en el Pacífic Nord han mostrat que la ingestió de plàstics causa una disminució de pes i d'estat físic. Aquest plàstic és de vegades regurgitat en alimentar les cries; un estudi de pollets de albatros de Laysan a les illes Midway va mostrar grans quantitats de plàstic ingerit en cries mortes de forma natural comparant amb cries sanes mortes en accidents. Fins i tot quan no és la causa directa de la mort, aquest plàstic provoca tensió fisiològica i fa que les cries se sentin fartes durant els àpats, reduint el seu consum d'aliment i les seves possibilitats de supervivència.
Científics i organitzacions ecologistes (com BirdLife International que va posar en marxa la campanya «Salvar l'albatros») treballen amb governs i pescadors per trobar solucions a les amenaces que planen sobre ells. Tècniques com col·locar els palangres a la nit, posar l'esquer sota l'aigua, augmentar el pes en les llinyes i utilitzar estris per allunyar les aus poden reduir en gran manera el nombre d'aus atrapades. Un estudi de col·laboració entre científics i pescadors a Nova Zelanda va provar amb èxit un dispositiu d'ajust submarí per als vaixells palangrers que col·loca les llinyes per sota de l'abast d'espècies d'albatros vulnerables. L'ús d'algunes d'aquestes tècniques en la pesca de la merlula negra (nototènia negra) a les illes Malvines s'ha reduït el nombre d'albatros ullerosos atrapats per la flota en els últims 10 anys. Els ecologistes també han treballat en el camp de la restauració ecològica insular, desallotjant espècies foranes que amenaçaven la fauna endèmica, el que ajuda a la protecció dels albatros enfront de depredadors introduïts.
Un pas important cap a la seva protecció i la d'altres aus marines és l'«Acord sobre la conservació d'albatros i petrells» de l'any 2001, que va entrar en vigor el 2004 i ha estat ratificat per deu països: Argentina, Austràlia, Brasil, Xile, l'Equador, Espanya, Nova Zelanda, Perú, Sud-àfrica i Regne Unit. Tot i que no l'han ratificat, Noruega i Uruguai s'han adherit a la mateixa i França ho ha acceptat. L'acord requereix que aquests països prenguin accions específiques per reduir el nombre d'exemplars atrapats, la contaminació i l'eliminació d'espècies introduïdes a les illes de nidificació.